# Nils Bergström
Nils Bergström (ur. 17 listopada 1898, zm. 27 stycznia 1988) – szwedzki lekkoatleta.

## Kariera
Na Letnich Igrzyskach Olimpijskich 1920 brał udział w biegu na 5000 metrów, finał którego ukończył na 10. miejscu, jak również wystąpił w konkurencji biegu na 10 000 metrów – zajął 6. miejsce w swej grupie, nie awansując do finału.